# Gunung Kruengjeurengi
Gunung Kruengjeurengi är ett berg i Indonesien.   Det ligger i provinsen Aceh, i den västra delen av landet, 1 700 km nordväst om huvudstaden Jakarta. Toppen på Gunung Kruengjeurengi är 781 meter över havet.
Terrängen runt Gunung Kruengjeurengi är lite bergig, och sluttar norrut.Runt Gunung Kruengjeurengi är det ganska glesbefolkat, med 31 invånare per kvadratkilometer. I omgivningarna runt Gunung Kruengjeurengi växer i huvudsak städsegrön lövskog.